# Mimas (lune)
Pour les articles homonymes, voir Mimas.
Mimas (S I Mimas) est un satellite naturel de Saturne découvert en 1789 par William Herschel. Il tire son nom de Mimas, un Géant de la mythologie grecque.
Mimas est le satellite sphéroïdal le plus proche de Saturne, mais aussi le plus petit. Son diamètre varie de 382 à 418 kilomètres. Les sept autres petits satellites connus situés entre son orbite et la surface de la planète géante ont tous un diamètre inférieur à 200 kilomètres, autrement dit d'une masse trop faible pour assurer une forme sphérique de cohésion. La faible densité de Mimas (1,17) laisse à penser qu'il est principalement constitué de glace d'eau avec une petite proportion de roches.
Sa masse fut calculée par Hermann Struve grâce à l'effet de résonance avec Téthys, qui induit des oscillations dans les longitudes de ces deux satellites. Le rapport de celles-ci est proportionnel au rapport des masses.
Le 7 février 2024, la découverte d'un océan qui se situerait à 20 - 30 km sous la surface de Mimas est annoncée dans la revue scientifique Nature.

## Le cratère Herschel
L'élément le plus marquant de Mimas est l'énorme cratère d'impact de 130 km de diamètre qui porte le nom du découvreur de Mimas, Herschel. Ses flancs ont environ 5 km de haut ; on y rencontre des gouffres de 10 km de profondeur et un pic central qui s'élève de 6 km au-dessus du plancher du cratère. Ces caractéristiques en font un exemple quasi parfait de cratère d'impact. Un cratère équivalent sur Terre n'aurait pas moins de 4 000 km de diamètre, ce qui serait plus grand que le Canada ou l'Europe entière.
Le choc qui a produit ce cratère a manqué de peu de détruire totalement Mimas : la lune en est fracturée jusqu'à la face opposée au point d'impact, probablement à cause de l'onde de choc qui a dû traverser complètement le corps. Ce choc cataclysmique est sans doute à l'origine du diamètre très hétérogène de Mimas qui varie de 382 à 418 km, ce dernier étant 9,4 % supérieur à son plus petit diamètre.
Mimas est un des plus petits corps sphéroïdes du système solaire. Cela peut laisser supposer que des corps de masse inférieure manqueraient, lors de leur formation, de force de cohésion pour former un sphéroïde de faible viscosité avant de se refroidir et de se solidifier.
Par ailleurs, la surface de Mimas est presque totalement saturée de cratères de plus petites dimensions. Mais la répartition en est très hétérogène : on trouve un peu partout des cratères de plus de 40 km de diamètre, sauf dans la région du pôle Sud où aucun ne dépasse les 20 km. Les astronomes supposent qu'un phénomène encore à décrire a dû y effacer les cratères plus importants.

## L'influence gravitationnelle de Mimas
Le rôle gravitationnel de Mimas au sein du système saturnien n'est pas négligeable. Ainsi, l'orbite du satellite se trouvant en résonance avec la division de Cassini (espace large de 4 500 km situé entre les anneaux A et B de Saturne), les passages successifs de Mimas maintiendraient la faible densité de particules dans la division de Cassini qui, contrairement à d'autres divisions plus étroites des anneaux, n'est pas vide de matières. Mimas, par résonance également, maintiendrait la cohésion de l'anneau diffus G qui se situe juste à l'intérieur de son orbite.

## Toponymie

Mimas reconstitué à partir d'images de Cassini.

Mis à part le cratère géant Herschel qui porte le nom du découvreur de Mimas, la nomenclature de ce petit corps s’inspire du cycle breton et anglo-normand des chevaliers de la Table ronde. 

On y trouve ainsi : Morgane, Bors, Mordred, Bédivère, Merlin, Uther, Ygraine, Gauvain, Galahad, Kay, Lancelot, Gwynevere, Tristan et Iseut…

## Températures

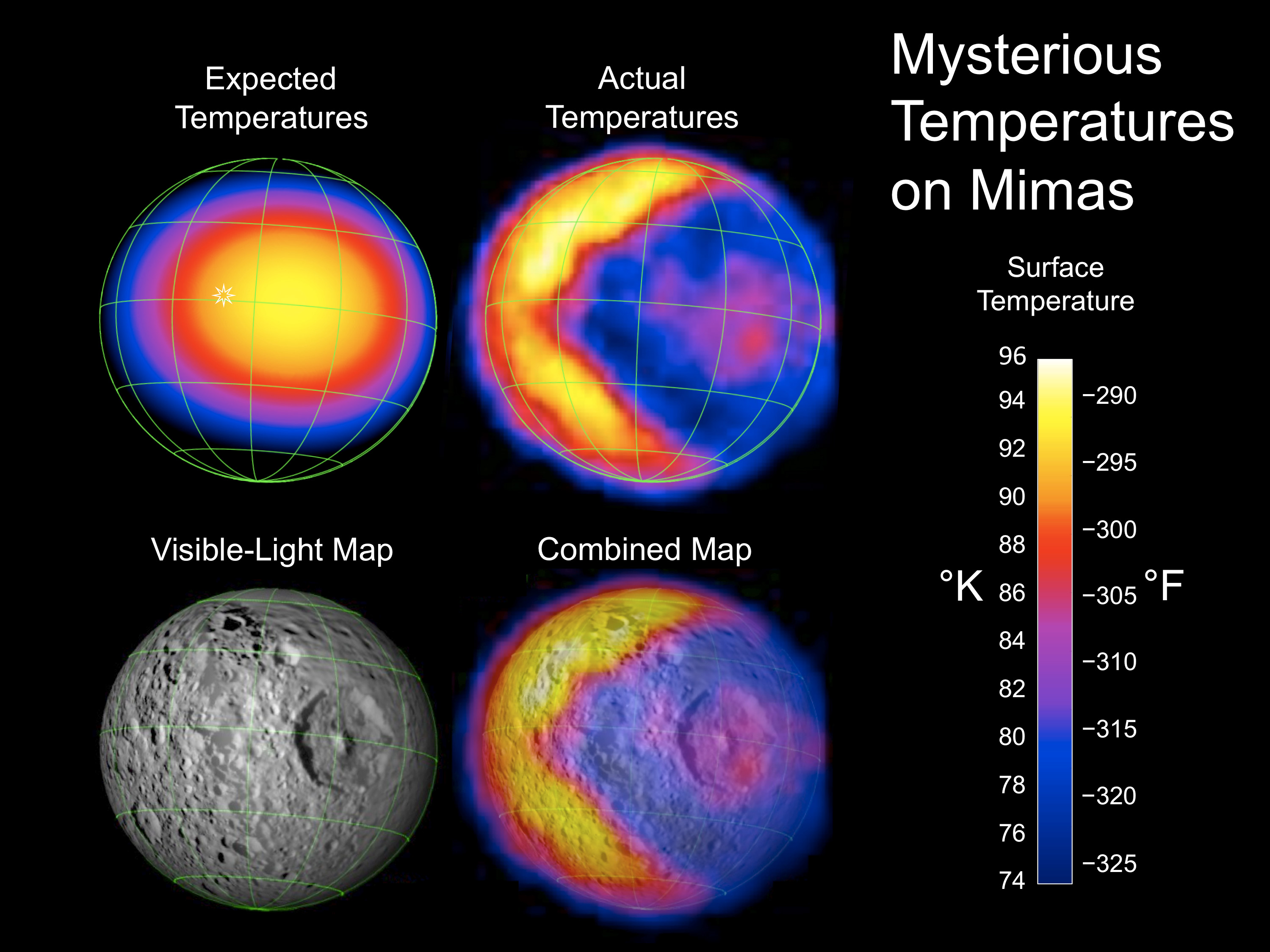
Températures mystérieuses sur Mimas.

En mars 2010, la NASA publie sur le site de la mission Cassini des images présentant la température à la surface de Mimas. La distribution obtenue diffère sensiblement de celle qui était attendue (diminuant graduellement en s'éloignant de l'équateur) avec des limites distinctes formant une image proche d'un Pac-Man gobant une pac-gomme (le cratère Herschel).
La température moyenne de la partie chaude approche 92 K (≃−181 °C), alors que la température de la partie froide serait aux alentours de 77 K (≃−196 °C).
On explique ces variations de température par la présence de matériaux de  conductivités thermiques différentes : la partie froide de la surface serait composée de matériaux de conductivité supérieure, absorbant l'énergie du Soleil en direction des couches inférieures au lieu de chauffer la surface elle-même. Toutefois les variations de conductivité à la surface de Mimas restent mystérieuses,.

## Mouvement et structure
Mimas est en rotation synchrone autour de Saturne. Mais à ce mouvement moyen se superposent des oscillations, appelées librations. Les fréquences de ces oscillations sont celles du forçage orbital agissant sur Mimas. Notamment, on y trouve les librations diurnes, dont la période (0,942 jour) est celle du mouvement orbital de Mimas autour de Saturne et ses harmoniques, ainsi que des oscillations à plus longue période, dues aux perturbations gravitationnelles des autres satellites orbitant autour de Saturne. L'amplitude des librations diurnes est deux fois plus importante que prévu, i.e. si Mimas avait été le mélange de glace et de roches à l'équilibre hydrostatique anticipé par la communauté scientifique. Ceci permet de poser deux hypothèses quant à sa structure interne :
- noyau de roche de forme allongée sous le manteau de glace de Mimas ;

ou
- océan interne caché entre sa surface et son noyau.

L'hypothèse de l'océan interne est soutenue par une modélisation de la structure interne de Mimas comportant des hypothèses considérées comme raisonnables sur la composition de sa croûte ainsi que sa rhéologie; si elle se vérifie, cela permettrait de penser que les lunes du Système solaire comportant un océan interne sont plus abondantes que ce qui était pensé par les planétologues. Une étude de 2024 sur l'orbite de Mimas tend à indiquer que celui-ci possède un océan interne récent à une trentaine de kilomètres de profondeur.

## Dans la culture populaire
En raison de la présence du cratère Herschel, la ressemblance entre Mimas et l'Étoile noire du film Star Wars a souvent été pointée. Cette similarité est purement fortuite, l'épisode IV Un nouvel espoir étant sorti trois ans avant que la sonde Voyager 1 ne permette l'obtention d'une image assez précise du satellite.

### Bases de données et dictionnaires
- Ressource relative à la bande dessinée :   - Comic Vine
- Notices dans des dictionnaires ou encyclopédies généralistes :   - Britannica
  - Den Store Danske Encyklopædi
  - Gran Enciclopèdia Catalana
  - Hrvatska Enciklopedija
  - Store norske leksikon
- Notices d'autorité :   - LCCN
  - Israël